# Сильвареччо
Сильвареччо (фр. Silvareccio, корс. U Silvarecciu) — коммуна во Франции, находится в регионе Корсика. Департамент коммуны — Верхняя Корсика. Входит в состав кантона Казинка-Фумальто. Округ коммуны — Бастия.
Код INSEE коммуны — 2B280.

## Население
Население коммуны на 2008 год составляло 118 человек.
| 1962 | 1968 | 1975 | 1982 | 1990 | 1999 | 2008 |
| ---- | ---- | ---- | ---- | ---- | ---- | ---- |
| 162  | 173  | 98   | 73   | 77   | 97   | 118  |

## Экономика
В 2007 году среди 67 человек в трудоспособном возрасте (15—64 лет) 44 были экономически активными, 23 — неактивными (показатель активности — 65,7 %, в 1999 году было 60,9 %). Из 44 активных работали 37 человек (20 мужчин и 17 женщин), безработных было 7 (2 мужчины и 5 женщин). Среди 23 неактивных 10 человек были учениками или студентами, 5 — пенсионерами, 8 были неактивными по другим причинам.